# Tamri
Tamri é uma vila e comuna de Marrocos, que faz parte da prefeitura de Agadir Ida-Outanane, região de Suz-Massa e Circulo de Agadir Atlantique. Em 2024 a comuna tinha 19.790 habitantes, distribuídos por uma área de 330 km².
Situa-se a noroeste de Agadir (cerca de 55 km por estrada), alguns quilómetros a nordeste do Parque Nacional de Tamri e a 4 km do Oceano Atlântico, à beira do Asif n'Sous. É conhecida pela sua produção de bananas e também entre os surfistas pela sua praia.

## Demografia
Em 2024 a população da comuna era de 19.790 habitantes.

### Crescimento demográfico
O crescimento demográfico da comuna ao longo dos anos é a seguinte:
| 2024   | 2014   | 2004   | 1994   |
| ------ | ------ | ------ | ------ |
| 19.790 | 18.577 | 17.442 | 16.063 |